# Lucifer Rising and Other Sound Tracks
Lucifer Rising and Other Sound Tracks es un álbum de Jimmy Page, editado por JimmyPage.com en 2012.
Este disco presenta la primera edición autorizada de la famosa banda sonora que Page produjo para el film Lucifer Rising, del controvertido director Kenneth Anger, la cual quedó trunca e inédita, circulando desde los años 1970 a través de discos pirata, en diferentes versiones.

## Historia y detalles
En el verano de 1972, en pleno éxito de Led Zeppelin, Jimmy Page entró en contacto con el cineasta estadounidense Kenneth Anger, ambos compartían un gusto por el ocultismo y una admiración común por el místico inglés Aleister Crowley (Page llegó a comprar, cuando su fortuna se lo permitió, la mansión que perteneciera a Crowley, situada en Escocia, a orillas del Lago Ness, la "Boleskine House").
Anger se familiariza con Page, y comienza a visitar asiduamente su casa en Sussex (que perteneciera al actor Richard Harris), convenciendo al guitarrista para que le componga y grabe la banda sonora de su próxima cinta: Lucifer Rising.
Lo cierto es que Lucifer Rising ya había comenzado a rodarse en 1966, protagonizada por el mismo Anger, Bobby Beausoleil, Marianne Faithfull y el hermano de Mick Jagger, Chris Jagger.
La película pudo terminarse recién en los años 70, aunque no vio la luz hasta 1980.
Page llegó a componer unos minutos de música incidental, aunque el producto terminado jamás llegó; ante la demora del guitarrista en presentar una banda sonora, Anger decidió sustituirlo por alguien más, y seguir adelante con la producción de su película, cuya banda sonora sería finalmente confiada a Bobby Beausoleil, aunque para ese entonces Beausoleil (allegado al Clan Manson) estaba preso por homicidio, por lo que compuso y grabó la música en prisión (Beausoleil aparece en el film, ya que rodó sus escenas correspondientes cuando aún estaba libre).
Esta es la primera edición oficial del material de Lucifer Rising grabado por Page, y ha sido lanzada por el mismo Page, tras remasterizar y mejorar el sonido de las cintas. El álbum está disponible sólo en vinilo de 180 gramos, y únicamente a través del sitio oficial del guitarrista, con un número de catálogo JPRLP0002, siendo el segundo trabajo que Page edita usando esta metodología (el primero fue un relanzamiento de su banda sonora Death Wish II, de 1982).
Además de estar supervisada por Page personalmente, la edición tuvo un prensaje limitado de ejemplares, los cuales fueron firmados de puño y letra por el guitarrista.
Para la ilustración de portada se eligió el cuadro "El águila" de Gustave Doré.

## Lista de temas
Lado A
1. "Lucifer Rising" - Main Track	20:16

Lado B
1. "Incubus"	1:44
2. "Damask"	2:02
3. "Unharmonics"	2:05
4. "Damask - Ambient"	2:04
5. "Lucifer Rising - Percussive Return" 3:18

## Personal
- Jimmy Page - instrumentaciones, ingeniero, mezclas, autor, producción
- Drew Griffiths - ingeniero, mezclas
- John Davis - remasterización
- Tex Higgins - dirección de arte